# Moretti & Vitali
Moretti & Vitali è una casa editrice sorta a Bergamo verso la fine del 1989.

## Storia della casa editrice
La Moretti & Vitali nacque a Bergamo nel 1989 su iniziativa dell'attuale presidente e direttore editoriale Enrico Moretti, del direttore scientifico e culturale Carla Stropp e di Gabrio Vitali. .
Dalla sua nascita ad oggi la Moretti & Vitali si è arricchita di un fornito catalogo che comprende oltre 1100 titoli e di alcune riviste: Anima, Atque (fondata nel 1991), Il Piccolo Hans (diretto da Sergio Finzi e Mario Spinella)  confluito dopo 30 anni nel Cefalopodo, L'Ombra e altre
La Moretti e Vitali inoltre con la casa editrice "La vita felice" ha dato vita al progetto "Qui libri" (diretta da Paolo Barbieri), rivista bimestrale dedicata a temi di attualità culturale e alla recensione di libri di diverse case editrici (iniziativa durata 10 anni e conclusa nel 2020).
Nel 2000 ha ricevuto il premio "Cultura" della Presidenza del consiglio, dedicato a premiare le attività editoriali. di alto profilo culturale.
Moretti e Vitali è socio ordinario dell'Associazione Italiana Editori (AIE) da oltre 25 anni.
Centrata originariamente sulla saggistica psicoanalitica legata al pensiero di Jung, la casa editrice si è aperta presto alla critica letteraria, alla poesia, alla filosofia, all'estetica e alle arti.
Pubblica oggi circa 40 titoli all'anno. Le collane attualmente attive sono:
- Amore e psiche diretta da Carla Stroppa e Marta Tibaldi,
- Il tridente saggi diretta da Eva Pattis Zoja e Carla Stroppa,
- Il tridente campus (Scienze umane),Narrazioni della conoscenza (narrazioni di taglio filosofico e antropologico) diretta da Flavio Ermini,
- Scrivere le vite (biografie di uomini illustri scritte da uomini illustri)  diretta da vanni Bramanti,
- Il castello di Atlante (testi di saggistica e narrativa, spesso dimenticati, che si distinguono per il carattere trasgressivo delle proposte) diretta da Alberto Castoldi (+),
- I volti di Hermes (Critica letteraria) diretta da Paolo Lagazzi e Giancarlo Pontiggia,
- Fabula (Poesia) diretta da Paolo Lagazzi e Giancarlo Pontiggia,
- Le forme dell'immaginario, dal 2020 diretta da Gabrio Vitali
- Pensiero e pratiche di trasformazione (filosofia del cambiamento) diretta da Annarosa Buttarelli (è del 2013 il primo titolo),
- una collana di narrativa dedicata al "perturbante" fantastico otto-novecentesco diretta da Roberto Caracci, partita nel 2015 con quattro titoli (Avatar, Il Ragno nero, Aurelia, Romanzo di Manfred Macmillen di Karasek (inedito in Italia che sarà seguito da altri 2 titoli dello stesso autore).

All'inizio del 2002 la Moretti & Vitali si è arricchita del marchio Moretti Honegger accogliendo anche opere di carattere ergonomico, architettonico, design e di editoria universitaria.
Si avvale di un proprio canale Youtube sul quale pubblica webinars, presentazioni di libri, dialoghi con pensatori e scrittori, sempre sul web collabora con la rivista  "POL.it Psychiatry on line" conducendo serate dedicate all'approfondimento di vari temi culturali che caratterizzano il nostro tempo (incertezza e complessità, letteratura e psicoanalisi, rassegne di poesia).